# Tålamod (musikalbum)
Tålamod utkom den 24 oktober 2007 och är ett studioalbum av Shirley Clamp. Det placerade sig som högst på tredje plats på den svenska albumlistan.

## Låtlista
1. Tålamod
2. Ett hus på stranden
3. Jag tar en annan väg
4. Aldrig
5. Kanske är det så
6. Tystnaden den sårar
7. Som man bäddar får man ligga
8. Mot horisonten
9. Efter allt
10. Kan inte sova utan dig
11. Som en saga
12. Två själar
13. Trött på att höra
14. Även om jag snubblar

## Listplaceringar
| Lista (2007) | Topplacering |
| ------------ | ------------ |
| Sverige      | 20           |

### Fotnoter
1. ↑  Listplacering